# Heinrich Dauer
Heinrich Dauer (* 14. August 1871 in Dölme; † 25. Februar 1952 in Geilenkirchen) war ein deutscher Architekt und kommunaler Baubeamter. 32 Jahre lang arbeitete er als Stadtbaumeister in der Stadt Düren.

## Leben
Im Alter von 14 Jahren begann Dauer eine Schreinerlehre und schloss sie mit der Gesellenprüfung ab. Bei seinem Bruder in Wolfenbüttel begann er zusätzlich eine Maurerlehre. Bis 1893 besuchte er die Baugewerkschule Holzminden und verließ sie mit dem Abschluss als Bautechniker für Hoch- und Tiefbau.
Vom 1. April 1893 bis zum 15. Januar 1894 arbeitete Dauer als Bautechniker bei der Kanalbauverwaltung in Braunschweig. 1894 legte er eine Prüfung als Sachverständiger ab. Vom 15. Mai 1896 bis zum 31. Oktober 1896 war er bei der königlich preußischen Klosterverwaltung in Hannover tätig. Anschließend arbeitete er bis zum 31. Dezember 1899 beim Stadtbauamt in Wesel.
Am 10. März 1900 kam Heinrich Dauer als zweiter Stadtarchitekt nach Düren und wurde am 25. Februar 1907, seinem 36. Geburtstag, zum Stadtbaumeister ernannt. Gleichzeitig wurde er Leiter des Hochbauamts. Am 13. Februar 1918 wurde er an die Spitze der gesamten Bauverwaltung gewählt und am 15. Juli 1919 technischer Beigeordneter und Stadtbaurat.
Am 13. Juni 1923 wurde Dauer von der französischen Besatzungsmacht aus dem besetzten Gebiet ausgewiesen und lebte zeitweise in Barmen. Die Ausweisung wurde im Juni 1924 aufgehoben, und er wurde am 25. Juli 1924 zum 1. Beigeordneten gewählt. Am 28. Januar 1938 ging Heinrich Dauer in den Ruhestand, weil er nicht wiedergewählt wurde. Er arbeitete nun für verschiedene Städte, z. B. Bergheim (Schwimmstadion), Camberg (Gutachten für die Landesplanung), Münstereifel und Prüm (Bebauungspläne). Im Dezember 1945 wurde er wieder nach Düren gerufen, wo er bis Ende 1947 an der Wiederaufbauplanung der beim Luftangriff vom 16. November 1944 zerstörten Stadt arbeitete. Von 1948 bis 1952 war er in Geilenkirchen tätig, wo er auch starb. Am 29. November 1952 wurde er auf dem Neuen Friedhof Düren-Ost beigesetzt.

## Bauten
| Jahr                            | Bild | Ort                   | Objekt                                          | Bundesland          | Kommentar |
| ------------------------------- | ---- | --------------------- | ----------------------------------------------- | ------------------- | --- |
| 1901                            |      | Düren, Paradiesstraße | Städtisches Elektrizitätswerk                   | Nordrhein-Westfalen | |
| 1904–1905, 1912–1913, 1922–1925 |      | Düren                 | Arbeitersiedlung der Agnes-Hoesch-Stiftung      | Nordrhein-Westfalen | Die Siedlung liegt zwischen Zülpicher Straße und Eberhard-Hoesch-Straße und wurde in drei Bauabschnitten errichtet. Nach dem Zweiten Weltkrieg wurden Teile der Siedlung stark verändert. |
| 1909                            |      | Düren, Roonstraße     | Städtisches Krankenhaus                         | Nordrhein-Westfalen | Die Einweihung war am 27. Oktober 1909. Das Gebäude wurde 1977 vollständig abgerissen. |
| 1909                            |      | Düren                 | Neuer Wasserturm                                | Nordrhein-Westfalen | Die Einweihung war am 27. Oktober 1909. 1945 von der deutschen Wehrmacht gesprengt und vollständig zerstört.                                                                              |
| 1912                            |      | Düren                 | Lehrerseminar, heute Heinrich-Böll-Gesamtschule | Nordrhein-Westfalen | |
| 1912                            |      | Düren, Bismarckstraße | Kreishaus                                       | Nordrhein-Westfalen | am 16. November 1944 zerstört |
| 1914–1930er                     |      | Düren                 | Arbeitersiedlung Grüngürtel                     | Nordrhein-Westfalen | Dauer zeichnet für die Siedlungsstruktur und die Gestalt des ersten Bauabschnitts verantwortlich. Max Ernst Schneiders entwarf die Gebäude der späteren Bauabschnitte.                    |
| 1923                            |      | Düren                 | Wappen der Stadt Düren                          | Nordrhein-Westfalen | noch Heute in Verwendung |
|                                 |      | Düren, Schulstraße    | Kochschule und Turnhalle der Nordschule         | Nordrhein-Westfalen | |
| 1947                            |      | Düren                 | Wiederaufbauplanung der Innenstadt              | Nordrhein-Westfalen | Die zerstörte Innenstadt Dürens wurde letztlich nach Plänen von Walther Kenneweg wiederaufgebaut.                                                                                         |

## Ehrung
Nach Dauer ist die Heinrich-Dauer-Straße im Grüngürtel benannt.